# Robert Tichy
Robert Franz Tichy, né le 30 septembre 1957 à Vienne (Autriche), est un mathématicien autrichien, professeur à l'université technique de Graz.

## Biographie
Après des études de mathématiques à l'université de Vienne, il obtient en 1979 un doctorat sous la direction de Edmund Hlawka avec un thèse intitulée  « Gleichverteilung von Mehrfachfolgen und Ketten » (équirépartion de suites multiples et de chaînes). En 1983 il obtient une habilitation à l'université technique de Vienne. Il est professeur à l'Institut de mathématiques à l'université technique de Graz depuis 1990. Il a été professeur invité à Université d'Illinois (Urbana-Champaign), au Tata Institute of Fundamental Research (Bombay), à Debrecen et à Marseille .
Il est président de la  Société mathématique autrichienne  (2006-2009), doyen ou vice-doyen de la faculté de mathématiques et physique de l'université technique de Graz (depuis 1993), et membre du conseil de la Fondation pour la promotion de la recherche scientifique (de) (2006-2014). 

## Recherche
Les thèmes de recherche de Robert Tichy sont la théorie des nombres la répartition uniforme et discrépance, équations diophantiennes, l'analyse combinatoire et asymptotique , la théorie algorithmique des nombres, les structures fractales, l'analyse asymptotique et stochastique, la complexité basée sur la théorie de l’information, les méthodes de quasi-Monte-Carlo, les mathématiques financières, systèmes de numération, et modèles de risques pour l’assurance-vie. Il a notamment donné, avec Yuri Bilu, un critère pour la finitude des solutions d'équations diophantiennes à variables séparées, et étudié les indices en théorie des graphes et mené l'étude d'algorithmes combinatoires par des méthodes analytiques.
Tichy a résolu, avec Harald Niederreiter , un problème ouvert du livre The Art of Computer Programming de Donald Knuth concernant la théorie métrique des suites équidistribuées,et a étudié, entre autres avec Istvan Berkes et Walter Philipp (de) les propriétés pseudo-aléatoires de suites lacunaires.

## Prix et distinctions
En 1985 Tichy a reçu le prix de la Société mathématique autrichienne. Il est membre correspondant de l'Académie autrichienne des sciences depuis 2004. En 2017 il est fait docteur honoris causa de l'université de Debrecen. 

## Publications (sélection)
- Michael Drmota et Robert F. Tichy, Sequences, discrepancies and applications, Springer-Verlag, coll. « Lecture Notes in Mathematics » (no 1651), 1997, xiv+506 (ISBN 3-540-62606-9).
- István Berkes, Walter Philipp et Robert F. Tichy, « Pseudorandom numbers and entropy conditions », Journal of Complexity, vol. 23, nos 4-6,‎ 2007, p. 516–527 (ISSN 0885-064X, DOI 10.1016/j.jco.2006.12.002).
- Hansjörg Albrecher, Jozef L. Teugels et Robert F. Tichy, « On a gamma series expansion for the time-dependent probability of collective ruin », Insurance: Mathematics and Economics, vol. 29, no 3,‎ 2001, p. 345–355 (ISSN 0167-6687, DOI 10.1016/S0167-6687(01)00080-4).
- Yuri F. Bilu et Robert F. Tichy, « The Diophantine equation f(x)=g(y) », Acta arithmetica, vol. 95, no 3,‎ 2000, p. 261–288 (MR 1793164).
- Philippe Flajolet, Peter Grabner, Peter Kirschenhofer, Helmut Prodinger et Robert F. Tichy, « Mellin transforms and asymptotics: digital sums », Theoretical Computer Science, vol. 123, no 2,‎ 1994, p. 291–314 (ISSN 0304-3975, DOI 10.1016/0304-3975(92)00065-Y).
- Robert Tichy, « Ein metrischer Satz über vollständig gleichverteilte Folgen », Acta Arithmetica, vol. 48, no 2,‎ 1987, p. 197-207 (ISSN 0065-1036, lire en ligne, consulté le 27 octobre 2018).
- Harald Niederreiter et Robert F. Tichy, « Solution of a problem of Knuth on complete uniform distribution of sequences », Mathematika, vol. 32, no 1,‎ 1985, p. 26-32 (MR 0817103).
- Helmut Prodinger et Robert F. Tichy, « Fibonacci numbers of graphs », Fibonacci Quarterly, vol. 20, no 1,‎ 1982, p. 16-21 (MR 0660753, lire en ligne, consulté le 27 octobre 2018).

## Hommages
- Hansjörg Albrecher, Michael Drmota, Martin Goldstern, Peter J. Grabner et Reinhard Winkler, « Robert F. Tichy: 50 years - the unreasonable effectiveness of a number theorist », Uniform Distribution Theory, 2 (2007) no.1, 151-160., vol. 2, no 1,‎ 2007, p. 151-160. (lire en ligne, consulté le 28 octobre 2018).
- Christian Elsholtz et Peter Grabner (éditeurs), Number Theory : Diophantine Problems, Uniform Distribution and Applications : Festschrift in Honour of Robert F. Tichy’s 60th Birthday, Springer Verlag, 2007, xv+444 (ISBN 978-3-319-55356-6 et 978-3-319-55357-3, DOI 10.1007/978-3-319-55357-3, présentation en ligne).